# Carl Schönfeld (Schauspieler, 1854)

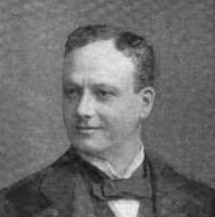

Carl Emil Schönfeld, auch Karl Emil Schönfeld (4. Februar 1854 in Pest – 17. April 1934 in Hübingen) war ein österreichischer Schauspieler, Regisseur, Theaterdirektor und Schriftsteller.

## Leben
Carl Schönfeld, als Schauspieler Autodidakt, stand mit bereits 16 Jahren auf der Bühne. Anfänglich auf kleineren österreichischen Bühnen (1870 bis 1873) wurde er von einem Mitglied der Familie der „Zuckerbarone“ Strakosch an Heinrich Laubes Stadttheater Wien empfohlen und für drei Jahre engagiert. Mit seinem zeitgleich dort wirkenden Namensvetter Carl Schönfeld war er allerdings nicht verwandt. 1876 wechselte er ans Residenztheater Berlin, dann ans Hoftheater Hannover und für kurze Zeit war er am Stadttheater Breslau beschäftigt. 1879 begab er sich in die USA und spielte dort zwei Jahre am neugegründeten Thaliatheater. Es folgte eine einjährige Tournee durch die USA von New York bis San Francisco. Nach seiner Rückkehr 1882 wurde er Mitglied des Stadttheaters Leipzig bis 1885. Es folgte ein Jahr am Thalia-Theater Hamburg sowie Prag und Stuttgart. Von dort begab er sich nach Frankfurt am Main, wo er von 1887 bis 1895, auf dem Höhepunkt seiner Karriere, als Schauspieler, Regisseur und Dramaturg arbeitete an den Vereinigten Stadttheatern arbeitete. Im September 1895 war er erneut in Berlin, zuerst am Berliner Theater, dann ab September 1896 am Neuen Theater, dort nicht nur als Schauspieler, sondern auch als Oberregisseur und stellvertretender Direktor. 1900 übernahm er die Leitung des St. George's Hall-Theaters in London, diese Tätigkeit gab er aber bald wieder auf. 1902 kehrt er nach Berlin zurück ans Neue Theater, 1903 war er Oberregisseur am Trianon-Theater. Es folgten einige Jahre das Kaiserjubiläums-Stadttheater und die Volksoper, beide Wien. 1909 war er erneut in Berlin am Kleinen Theater. Schönfeld, der häufig ohne festes Engagement war, schrieb auch einige anspruchslose Lustspiele und Schwänke, mitunter mit Koautoren, die er dann selber inszenierte.
Um 1911 zog er sich gänzlich von der Bühne zurück, um sich seinen schriftstellerischen Arbeiten zu widmen. Zwischen 1911 und 1925 arbeitete er aber dennoch als Schauspieler, Regisseur und Drehbuchautor beim frühen deutschen Stummfilm.
Er verstarb 1934.
Schönfeld war seit 1885 mit Hedwig Hahn (1853–1899) verheiratet. Seine Tochter war die Schauspielerin Adele Schönfeld.

## Filmografie (Auswahl)
- 1915: O diese Männer
- 1915: Die Goldquelle
- 1915: Durch Nacht zum Licht
- 1915: Der Kampf um das Testament
- 1915: Der Glaube siegt. Ein Legendenspiel
- 1915: Um ein Weib
- 1916: Familie Streusand
- 1916: Der Wärwolf
- 1916: Mensch, leih' mir deine Frau
- 1916: Wahn und Wahnsinn
- 1916: Todesschauer
- 1917: Leidvolle Liebe
- 1918: Michel und Viktoria
- 1920: Doch mit des Schicksals Mächten
- 1921: Das gestohlene Millionenrezept
- 1921: Der Eisenbahnkönig (2 Teile)